# Pachyrhamma waipuensis
Pachyrhamma waipuensis är en insektsart som beskrevs av Richards, A.M. 1960. Pachyrhamma waipuensis ingår i släktet Pachyrhamma och familjen grottvårtbitare. Inga underarter finns listade i Catalogue of Life.